# Feux de forêt en France
La France est sujette aux feux de forêts, en particulier dans le sud-ouest et le sud-est. Leur nombre et l'étendue des surfaces brûlées diminuent depuis la fin du XXe siècle, grâce à des techniques de prévention et de lutte contre l'incendie efficaces, mais le changement climatique accroît et devrait continuer à accroître les conditions propices à leur déclenchement ainsi que leur sévérité, sur l'ensemble du territoire.

## Histoire

### Feux notables

#### Nouvelle-Aquitaine
- le 19 août 1949, l'incendie de la forêt des Landes : 52 000 hectares sont brûlés. Il est l'incendie le plus meurtrier qu'ait connu la France, faisant 82 victimes, fonctionnaires des Eaux et Forêts chargés de la prévention et de la lutte contre les incendies, et encadrant des militaires venus prêter main-forte ;
- le 20 août 1976, l'incendie de la Palmyre, aux Mathes (Charente-Maritime) : 1 000 hectares dans la forêt de la Palmyre[1] ;
- en juillet 2022, en Gironde[2].

#### Occitanie
- fin août 2010, à l'est du pic Saint-Loup entre Saint-Mathieu-de-Tréviers et Castries (Hérault) : des centaines d'hectares mobilisent les moyens de 3 départements. Le feu est probablement d'origine criminelle, mais l'enquête conclut à un classement sans suite ;
- en juillet 2025, dans l'agglomération de Narbonne (Aude) ;
- en août 2025, à Ribaute (Aude) : parti le 5 août, 16 000 hectares ont brûlé le lendemain. C'est plus que les 15 000 hectares brûlés sur le territoire national pour 9 000 départs de feu depuis le début de l'été[3]. Une habitante de la commune de Saint-Laurent-de-la-Cabrerisse est décédée après que son plafond se soit effondré dans sa maison qu'elle avait refusé d'évacuer[4].

#### Provence-Alpes-Côte-d'Azur
Si l'on en croit les chroniqueurs et les archives, même si les grands incendies étaient autrefois moins fréquents qu'aujourd'hui, les forêts ont toujours brûlé. Les zones sèches y sont plus sensibles ; les exemples des massifs des Maures et de l'Esterel sont parlants :
- en 1271, un feu de mauvaises herbes, mal surveillé, s'étend à la forêt et incendie tous les bâtiments de la Chartreuse de la Verne ;
- au XVIe siècle, la forêt des Maures est incendiée lors des combats qui opposent les armées de Charles Quint et de François Ier ;
- du 4 au 9 août 1854, 4 000 hectares ;
- du 1er au 5 septembre 1877, 10 000 hectares ;
- du 20 au 29 juillet 1918, 10 000 hectares de Saint-Raphaël à Mandelieu (et deux morts) ;
- du 26 au 30 juillet 1921, 10 000 hectares ;
- le 19 août 1923, huit morts ;
- le 15 août 1927, 10 000 hectares ;
- le 7 juillet 1943, 13 000 hectares ;
- le 3 octobre 1970, un feu dévaste la forêt d'Auribeau-sur-Siagne (dans lequel meurent l'épouse et les 4 enfants de Martin Gray) ;

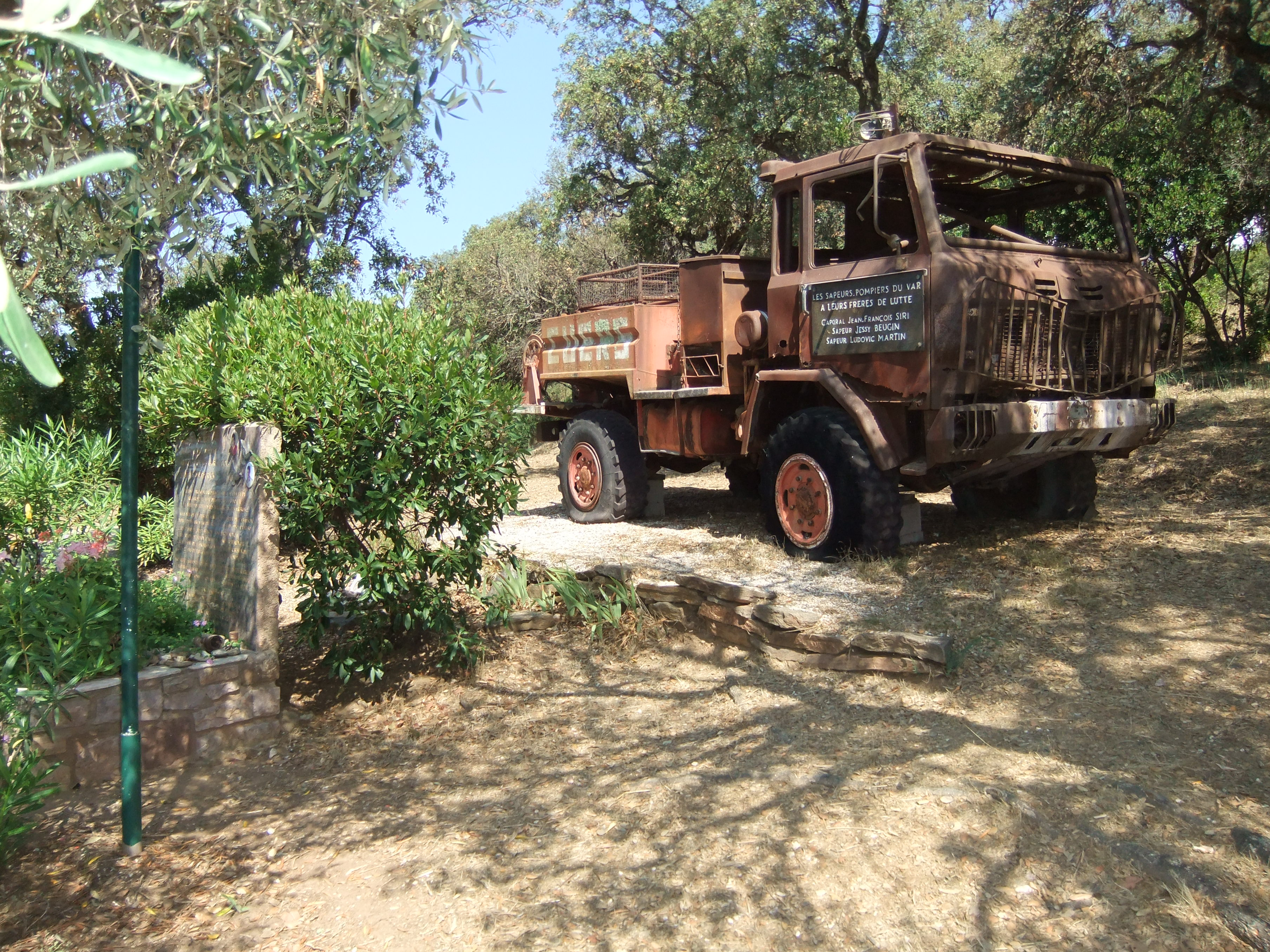
Mémorial aux pompiers morts lors de l'incendie de Cabasson (Bormes-les-Mimosas, Var) en 1990.

- l'été 1990, 10 000 hectares détruits à Collobrières ;
- l'été 2003, 387 départs de feu dans le département du Var, 7 d'entre eux ont détruit 18 437 hectares sur les 21 000 hectares brûlés au total. Les grands feux progressaient à des vitesses de 4, voire 5 ou 6 km/h ; avec des flammes de 20 mètres de haut. Le feu pouvait sauter sur des distances de 400 à 500 mètres, voire plus[6]. Pourtant 5 000 hectares de cet écosystème, sur les communes de Les Mayons, de Gonfaron, Le Cannet-des-Maures, de La Garde-Freinet, de Vidauban avaient été classées Zone naturelle d'intérêt écologique, faunistique et floristique (avec la Tortue d'Hermann qui y a son fief) ;
- en avril 2004, 600 hectares dans le département du Var à proximité de Brignoles ;
- en août 2021, dans le Var, cf. Feux de forêt de 2021 en France ;
- le 8 juillet 2025, aux Pennes-Mirabeau et dans le 16e arrondissement de Marseille : 750 hectares sont détruits, l'incendie menaçant des zones fortement urbanisées[7].

## Causes et répartition

### Causes
Répartition des causes connues de feu de forêt en France entre 1996 et 2006 (données de la base Prométhée) :
- 39 % : malveillance (chasse, pyromanie, pastoralisme, conflit d'occupation du sol) ;
- 23 % : loisirs (feux d'artifice, barbecues, réchaud, mégots de promeneur ou jetés d'un véhicule) ;
- 21 % : travaux forestiers ou agricoles ;
- 9 % : cause accidentelle (dépôt d'ordures, lignes électriques, incendie de véhicules...) ;
- 8 % : origine naturelle (foudre).

## Prévention et lutte contre l'incendie

### Prévention
90 % des feux de forêts sont d'origine humaine, et 50 % sont dus à une imprudence. La Défense des forêts contre les incendies a permis une diminution de 80 % de la superficie détruite entre 1978 et 2017. La lutte contre les feux mobilisent 35 000 personnes dans le pays à ces différentes étapes.
L'Office national des forêts définit quatre missions principales pour les forestiers : prévenir (patrouilles mobiles, piste d'accès aux massifs, débroussaillement), intervenir (assistance aux pompiers), sécuriser les lieux et accompagner la reconstruction écologique.

### Lutte contre l'incendie

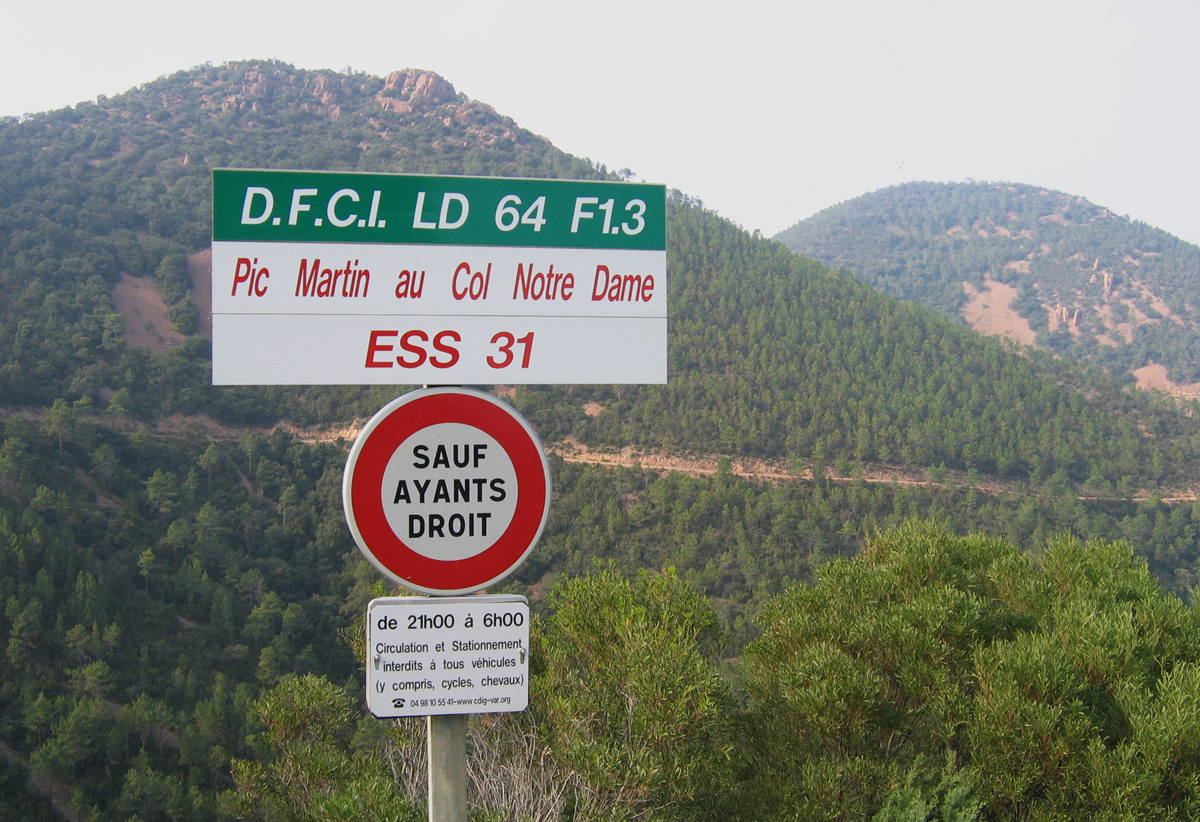
Coordonnées DFCI dans le Massif de l'Esterel.

On utilise le terme Défense de la forêt contre les incendies (DFCI) ; on parle de « coordonnées DFCI » pour localiser les massifs forestiers, de « chemins DFCI » pour l'accès à ces massifs…
En période estivale, 300 personnels sont chargés de la lutte contre les incendies, y compris à leur prévention. Leur rôle en amont est de diminuer la végétation combustible, d'entretenir les pistes d'accès des secours et de créer des discontinuités dans le couvert végétable afin de réduire la propagation des incendies.

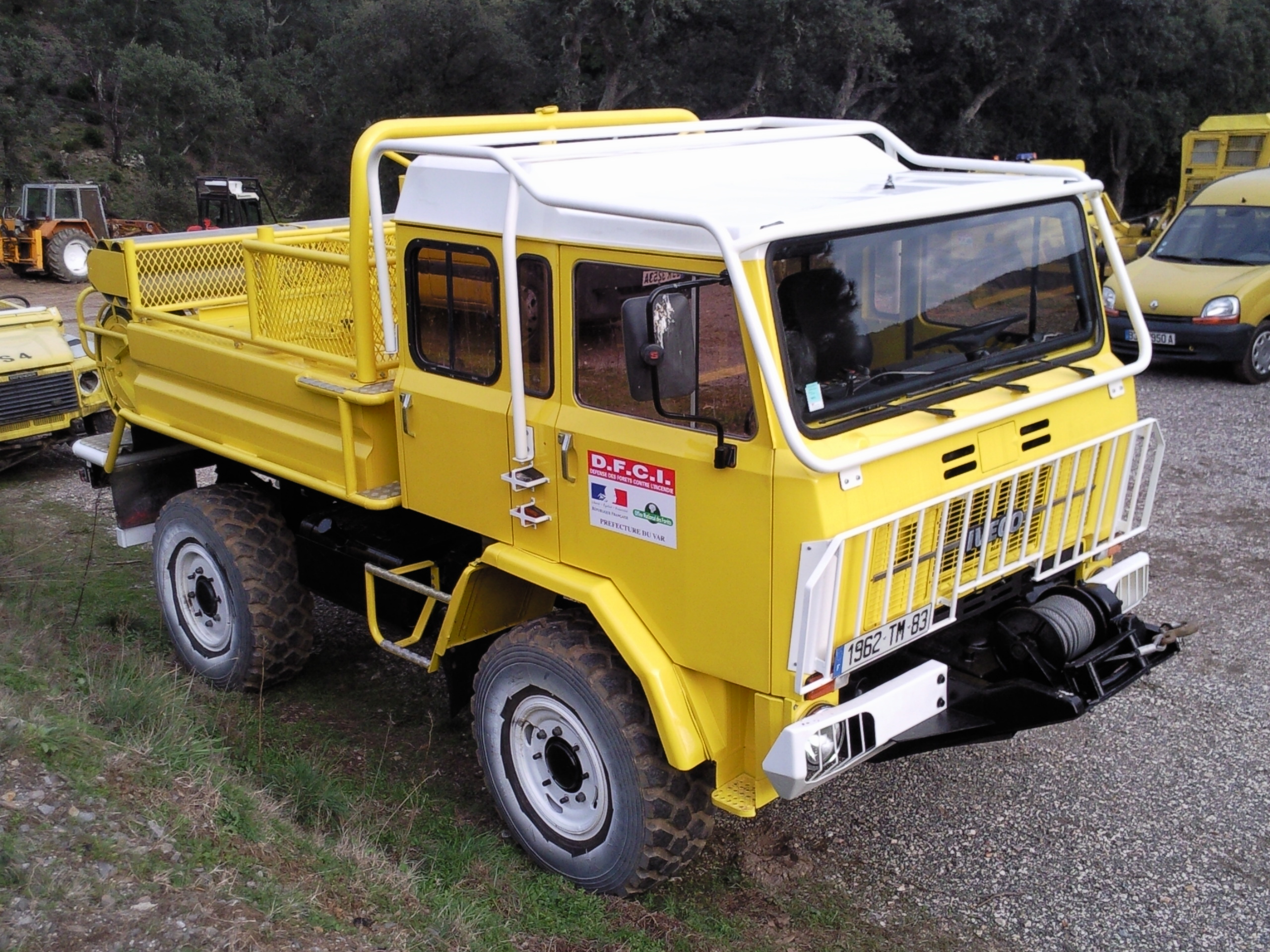
Camion-citerne feux de forêts IVECO 2000 litres (moyen) des Auxiliaires de Prévention de la Forêt Méditerranéenne, Office national des forêts du Var, 2011.

Outre les sapeurs-pompiers, l'État emploie des ouvriers forestiers spécialisés dans la DFCI (ouvriers forestiers rapatriés d'Afrique du Nord et auxiliaires de protection de la forêt méditerranéenne) encadrés par des sous-officiers de l'Office national des forêts (ONF), avec des véhicules porteurs d'eau jaunes jonquille, des véhicules d'encadrement et de verbalisation, des tours de guet en points hauts et des équipes spécialisées.
Les forestiers entretiennent et développent les moyens de Défense des forêts contre l'incendie. En plus des diagnostics du dessèchement du couvert végétal afin d'éviter des départs de feu, les forestiers mènent des patrouilles et peuvent intervenir sur des départs de feu. Ils participent également au respect du débroussaillement.
Différentes prestations sont fournies par les fonctionnaires de l'ONF selon les départements à la demande des services forestiers de l'État des directions départementales de l'agriculture et de la forêt (DDAF) : Cellule forestière d'appui sur grand incendie (cartographie informatique en direct des feux et aide à la prévision), Équipes de guidage des moyens et de reconnaissance, Équipe Pluridisciplinaire d'Investigation sur l'Origine des Incendies de Forêts (équipe d'enquête mixte forestiers - gendarmes), équipe de feux tactiques, etc. Les collectivités territoriales emploient aussi des agents territoriaux appelés forestiers-sapeurs (véhicules jaunes jonquille) formés par l'ONF à l'origine, mais repris par les départements à la suite du désengagement de l'État, ainsi que des bénévoles regroupés dans des Comités communaux de feux de forêt (CCFF, véhicules orange).
Les véhicules terrestres spécifiques à la lutte contre les feux de forêt sont :
- les camions citernes feux de forêts (CCF) : un véhicule tout-terrain (4×4) avec un dispositif d'autoprotection lorsque le véhicule est cerné par les flammes (cabine pressurisée et dispositif d'arrosage du fourgon) ;
- les camions citerne grande capacité (CCGC) : camion articulé (super-lourd) servant de réserve d'eau pour alimenter les CCF.

Les sapeurs-pompiers disposent d'un « lot de repli » qui leur permet de se protéger un minimum s'ils sont piégés hors du véhicule. Il se compose d'une cagoule avec une cartouche filtrante (type masque à gaz) — les feux de forêt s'attaquent sans appareil respiratoire isolant — et d'un « poncho » métallisé qui permet de se protéger de la chaleur rayonnée.
En période estivale, les unités de sapeurs-pompiers des départements à risques (départements boisés du Sud de la France) ou des marins pompiers de Marseille, sont renforcés par des pompiers d'autres départements, des militaires des Unités d'instruction et d'intervention de la sécurité civile ou des marins pompiers réservistes.
- Les groupes d'intervention de feu de forêt (GIFF) : il s'agit de colonnes de véhicules. Outre des CCF, les GIFF comprennent des véhicules pour assurer la logistique — en général deux ou trois véhicules toute-utilité (VTU) : matériel de rechange, mécanique, nourriture et boisson — et dans l'idéal un VSAV armé d'un infirmier pompier, éventuellement un véhicule radio-médicalisé (VRM) avec un médecin sapeur-pompier (MP), et un poste de commandement mobile (PCM).

Tous les avions de lutte contre le feu du midi de la France sont placés sous l'autorité du COZ (Centre opérationnel de zone), auparavant installé à Valabre dans les Bouches-du-Rhône lors de sa création en 1979 et à Marseille Saint-Loup,depuis 2016. Ce centre prévient, évalue les risques, met en œuvre et coordonne les forces aériennes et terrestres. Il se met à la disposition du préfet de la zone sud (Provence-Alpes-Côte d'Azur/Occitanie/Corse).

## Législation
En France, l'ordonnance de 1669 sur les Eaux et Forêts précise qu'il « est fait défenses à toutes personnes de porter et allumer le feu, en quelques saisons que ce soit, dans les forêts, landes et bruyères, à peine de punitions corporelle et d'amende arbitraire, outre la réparation des dommages que l'incendie pourrait avoir causés ». En 1706, la Chambre des eaux et forêts du parlement de Provence arrête : « Il est défendu à tous les gardiens de troupeaux de mettre le feu aux bois, sous peine de punition corporelle ». Le Conseil général du Var et les préfets continuent la lutte, aidés par le Code pénal (article 458) et par le Code forestier (1827), lequel en son article 148, maintient la prohibition de l'ordonnance de 1669 et l'étend à une zone de deux cents mètres de large à partir de la lisière de la forêt.

## Impacts du changement climatique
Au niveau mondial, le groupe de travail 1 du sixième rapport d'évaluation du GIEC, paru de 2021 à 2023, indique avec une confiance moyenne que « les conditions météorologiques qui favorisent les incendies de forêt sont devenues plus probables dans le sud de l'Europe, le nord de l'Eurasie, les États-Unis et l'Australie » au cours du siècle passé,. En France, une hausse de 18 % de l'indice forêt météo (IFM), qui mesure le risque d'incendie, a été observée entre les périodes 1961-1980 et 1989-2008,. Les surfaces brûlées ont toutefois diminué durant la même période, du fait de l'amélioration des techniques de prévention et de lutte contre l'incendie
Le sixième rapport du GIEC projette en outre avec une confiance élevée que ces conditions favorables seront plus fréquentes dans certaines régions du globe si le réchauffement se poursuit,, et le groupe de travail 2 du GIEC projette une hausse des surfaces brûlées et de la fréquence des feux de forêts,. Ces projections sont aussi valables en France.
Un rapport de l'Institut national de recherche pour l'agriculture, l'alimentation et l'environnement (INRAE) publié en 2023 envisage deux scénarios d'émissions pour le XXIe siècle, RCP 4.5, qui équivaut à une relative stabilisation des émissions de GES (il aboutit à un réchauffement similaire à celui de la trajectoire de référence du réchauffement climatique, TRACC, c'est-à-dire +4 °C en France en 2100) et RCP 8.5, scénario le plus pessimiste du GIEC, qui correspond à une poursuite de la hausse des émissions de GES. Dans le premier scénario, le nombre de feux supérieurs à 20 hectares augmenterait de 80 % en 2100 (par rapport à la période 2000-2020) et dans le second, il serait multiplié par trois à la même échéance. Dans les deux scénarios, et dès l'échéance de 2050, les deux principales zones à risque françaises, le sud-est et le sud-ouest, voient le nombre de grands feux (supérieurs à 100 hectares) et les surfaces à risque augmenter, la saison des feux de forêt s'allonger et les surfaces brûlées s'accroître,,,.
Un rapport de 2025 de Météo-France, qui projette les évolutions du climat à la fin du XXIe siècle dans une France à +4 °C (TRACC) prévoit une augmentation géographique et temporelle du risque de feux de forêt : la saison des feux s'allonge, jusqu'à deux mois supplémentaires dans certaines régions (elle commence plutôt et se termine plus tard) et les régions autrefois pas ou peu touchées par les feux de forêt, notamment la moitié nord de la France, le sont désormais davantage. Le nombre moyen de jours annuel avec un IFM supérieur à 40 est quant à lui multiplié par huit (il passe de un à huit),,.